# Imreh Balázs
Imreh Balázs (Szekszárd, 1945. július 25. – Szeged, 2006. augusztus 8.) matematikus, informatikus, egyetemi docens, Imreh Csanád apja.

## Életpályája
Iskoláit Szekszárdon kezdte (1951–1959), majd a bonyhádi Petőfi Sándor Gimnáziumban folytatta (1959–1963). Egyetemi tanulmányait Szegeden végezte a József Attila Tudományegyetem természettudományi karán (1963–1968). Egyetemi doktor (1975), a matematikai tudományok kandidátusa (1983).
1969-ben került a szegedi egyetem Számítástudományi Tanszékére. Az Operációkutatás és a Kombinatorikus optimalizálás tárgyakat oktatta. 1996-ban elnyerte a Japan Society for the Promotion of Science ösztöndíjat.
Az Alkalmazott Matematikai Lapok szerkesztője volt, 1994-től 2002-ig a Számítástudományi Tanszék, majd 2002-től az Alkalmazott Informatika Tanszék vezetője. 1990-ben vezetője lett az önálló Informatikai Tanszékcsoportnak. Kivette részét az egyetemi informatikai oktatás szervezésében, kapcsolatot teremtett hazai és külföldi felsőoktatási intézményekkel.

## Munkássága
Kutatási témái: automaták elmélete, kombinatorikus optimalizálás, hálózati folyamok szintézise. Eredményei elismerést váltottak ki a hazai és a nemzetközi informatikai körökben. Három könyv, 84 tudományos cikk és tanulmány szerzője.

## Tisztségei
- A Neumann János Számítógép-tudományi Társaság Választmányának tagja
- Az MTA Informatikai Bizottságának titkára
- A Bolyai János Matematikai Társulat Matematika Alkalmazásai Szakosztályának alelnöke

## Kitüntetései
- Kiváló munkáért, 1987
- Horgász-sportért, 1990